# Economía de Anguila
La economía de Anguila depende en gran medida del turismo de lujo, la banca offshore, la pesca de langosta y las remesas de emigrantes. Debido a su pequeño tamaño, pocos recursos naturales y dependencia del turismo y la inversión extranjera directa, Anguila es vulnerable a las condiciones económicas externas en los Estados Unidos y Europa. Por lo tanto, el crecimiento económico en Anguila puede ser muy volátil.

## Historia
En el siglo XIX, el principal producto de Anguila era la sal producida por evaporación en las orillas de los lagos de la isla, que se exportaba a Estados Unidos. También se cultivaron azúcar, algodón, maíz dulce y tabaco. Al comienzo de la Primera Guerra Mundial, la isla había sido casi completamente deforestada por quemadores de carbón. La mayor parte de la tierra estaba en manos de agricultores negros que producían batatas, guisantes, frijoles y maíz y criaban ovejas y cabras. La sal continuó exportándose a la cercana Saint Thomas, junto con fosfato de cal y ganado.
Modern Anguila ha centrado su desarrollo en el turismo, la industria de la construcción relacionada y las finanzas extraterritoriales. La primera legislación integral sobre servicios financieros se promulgó a fines de 1994. La isla fue dañada por el huracán Luis en septiembre de 1995 y nuevamente durante el huracán Lenny en 2000.
La economía de Anguila se expandió rápidamente de 2004 a 2007, antes de caer a la velocidad más rápida del mundo debido a la crisis financiera de 2008. La recuperación comenzó en 2010.

## Industria
Las principales industrias en Anguila incluyen el turismo, la construcción de barcos y los servicios financieros extraterritoriales. En 1997 se registró una tasa de crecimiento de la producción industrial del 3,1%. Se consumen 42,6 GWh de electricidad, producida íntegramente por combustibles fósiles. Los productos agrícolas incluyen pequeñas cantidades de tabaco, hortalizas y ganadería.
En 2011, Anguila se convirtió en la quinta jurisdicción más grande para seguros cautivos, detrás de Bermuda, Cayman, Vermont y Guernsey. La industria cautiva juega un papel cada vez más importante e importante en la industria de servicios financieros de Anguila. Las empresas de gestión cautiva, incluidos Capstone Associated Services, cuentan con oficinas en Anguila para dar servicio a la industria de seguros cautiva de rápido crecimiento.